# 日置忠辰
日置 忠辰（へき ただたつ、宝暦9年4月23日（1759年5月19日） - 安永8年12月13日（1780年1月19日））は、江戸時代中期の武士。岡山藩の家老。備前金川1万6000石の領主。
父は岡山藩家老日置忠芳。母は池田長處の娘。幼名は藤之進。通称は左門。正室は今枝直郷の娘。子は日置忠章。養子に日置忠英。
宝暦9年（1759年）4月23日、日置忠芳の嫡男として誕生する。明和3年（1766年）、忠芳の死去により7月3日に家督相続し、岡山藩家老、備前金川1万6000石の領主となる。
安永8年（1779年）9月、藩主池田治政の妹勝姫が高田藩主榊原政敦に嫁ぐこととなり、御輿渡を務めるために江戸に下向した。
同年12月13日、江戸にて急死した。享年21。嫡男の忠章はまだ産まれたばかりで、養子として池田志津摩森英（父森臻は日置忠明の四男）の次男の忠英を迎えた。